# Desigualtat de Sobolev
En matemàtiques, hi ha en l'anàlisi matemàtica una classe de desigualtats de Sobolev, relacionant normes incloses les dels espais de Sobolev. Aquests s'utilitzen per demostrar el teorema d'incrustació de Sobolev, donant inclusions entre determinats espais de Sobolev, i el teorema de Rellich–Kondrachov que mostra que en condicions una mica més fortes alguns espais de Sobolev estan incrustats de manera compacta en altres. Reben el nom de Sergei Lvovich Sobolev.

## Teorema d'inserció de Sobolev
W k,p(Rn) denoten l'espai de Sobolev que consisteix en totes les funcions de valor real de Rn les derivades febles de les quals fins a l'ordre k són funcions de Lp. Aquí k és un nombre enter no negatiu i 1 ≤ p < ∞. La primera part del teorema d'inserció de Sobolev estableix que si k > ℓ, p < n i 1 ≤ p < q < ∞ són dos nombres reals tals que
{\displaystyle {\frac {1}{p}}-{\frac {k}{n}}={\frac {1}{q}}-{\frac {\ell }{n}},}
(donat {\displaystyle n}, {\displaystyle p}, {\displaystyle k} i {\displaystyle \ell } això és satisfet per a alguns {\displaystyle q\in [1,\infty )} proporcionat {\displaystyle (k-\ell )p<n} ), aleshores
{\displaystyle W^{k,p}(\mathbf {R} ^{n})\subseteq W^{\ell ,q}(\mathbf {R} ^{n})}
i la incrustació és contínua: per a cadascú {\displaystyle f\in W^{k,p}(\mathbf {R} ^{n})}, un té {\displaystyle f\in W^{l,q}(\mathbf {R} ^{n})}, i
{\displaystyle {\biggl (}\int _{\mathbf {R} ^{n}}\vert \nabla ^{\ell }f\vert ^{q}{\biggr )}^{\frac {1}{q}}\leq C{\biggl (}\int _{\mathbf {R} ^{n}}\vert \nabla ^{k}f\vert ^{p}{\biggr )}^{\frac {1}{p}}.}
En el cas especial de k = 1 i ℓ = 0, la incrustació de Sobolev dóna
{\displaystyle W^{1,p}(\mathbf {R} ^{n})\subseteq L^{p^{*}}(\mathbf {R} ^{n})}
on p∗ és el conjugat de Sobolev de p, donat per
{\displaystyle {\frac {1}{p^{*}}}={\frac {1}{p}}-{\frac {1}{n}}}
i per a cadascú {\displaystyle f\in W^{1,p}(\mathbf {R} ^{n})}, un té {\displaystyle f\in L^{p^{*}}(\mathbf {R} ^{n})} i
{\displaystyle {\biggl (}\int _{\mathbf {R} ^{n}}\vert f\vert ^{p_{*}}{\biggr )}^{1-{\frac {n}{p}}}\leq C\int _{\mathbf {R} ^{n}}\vert \nabla ^{k}f\vert ^{p}.}

Representació gràfica de les condicions d'incrustació. L'espai W^{ 3,p}, representat per un punt blau en el punt (1/p, 3), s'incrusta en els espais indicats per punts vermells, tot situat en una línia amb pendent n. El cercle blanc a (0,0) indica la impossibilitat d'incrustacions òptimes a L^{ ∞}.

Aquest cas especial de la incrustació de Sobolev és una conseqüència directa de la desigualtat Gagliardo-Nirenberg-Sobolev. El resultat s'ha d'interpretar com dient que si una funció {\displaystyle f} en {\displaystyle L^{p}(\mathbf {R} ^{n})} té una derivada a {\displaystyle L^{p}}, doncs {\displaystyle f} ell mateix ha millorat el comportament local, és a dir, pertany a l'espai {\displaystyle L^{p^{*}}} on {\displaystyle p^{*}>p}. (Tingueu en compte que {\displaystyle 1/p^{*}<1/p}, de manera que {\displaystyle p^{*}>p}.) Així, qualsevol singularitat local en {\displaystyle f} ha de ser més suau que per a una funció típica {\displaystyle L^{p}}.

Si la línia de la imatge de dalt talla l'eix y a s = r + α, la incrustació en un espai de Hölder C^{ r, α} (vermell) es manté. Els cercles blancs indiquen punts d'intersecció en què les incrustacions òptimes no són vàlides.

La segona part del teorema d'incrustació de Sobolev s'aplica a les incrustacions en els espais d'Hölder C r,α(Rn). Si n < pk
{\displaystyle {\frac {1}{p}}-{\frac {k}{n}}=-{\frac {r+\alpha }{n}},{\mbox{ o, equivalentment, }}r+\alpha =k-{\frac {n}{p}}}
amb α ∈ (0, 1) llavors es té la incrustació
{\displaystyle W^{k,p}(\mathbf {R} ^{n})\subset C^{r,\alpha }(\mathbf {R} ^{n}).}
En altres paraules, per a cadascú {\displaystyle f\in W^{k,p}(\mathbf {R} ^{n})} i {\displaystyle x,y\in \mathbf {R} ^{n}}, un té {\displaystyle f\in C^{r}(\mathbf {R} ^{n})}, a més,
{\displaystyle \vert \nabla ^{r}f(x)-\nabla ^{r}f(y)\vert \leq C{\biggl (}\int _{\mathbf {R} ^{n}}\vert \nabla ^{k}f\vert ^{p}{\biggr )}^{\frac {1}{p}}\vert x-y\vert ^{\alpha }.}
Aquesta part de la incrustació de Sobolev és una conseqüència directa de la desigualtat de Morrey. Intuïtivament, aquesta inclusió expressa el fet que l'existència de suficients derivades febles implica una certa continuïtat de les derivades clàssiques. Si {\displaystyle \alpha =1} aleshores {\displaystyle W^{k,p}(\mathbf {R} ^{n})\subset C^{r,\gamma }(\mathbf {R} ^{n})} per a cadascú {\displaystyle \gamma \in (0,1)}.
En particular, sempre que {\displaystyle pk>n}, el criteri d'inserció es mantindrà amb {\displaystyle r=0} i algun valor positiu de {\displaystyle \alpha }. És a dir, per a una funció {\displaystyle f} activat {\displaystyle \mathbb {R} ^{n}}, si {\displaystyle f} té {\displaystyle k} derivats en {\displaystyle L^{p}} i {\displaystyle pk>n}, ja que {\displaystyle f} serà continu (i en realitat Hölder continu amb algun exponent positiu {\displaystyle \alpha }).